# Юшко Дар'я Олексіївна
Дарія Олександрівна Юшко (нар. 5 лютого 1985, Харків, Україна) — українська спортсменка, що виступає в синхронному плаванні. Чемпіонка Європи та багаторазова призерка чемпіонатів Європи з водних видів спорту.

## Виступи на Олімпіадах
| Олімпіада   | Дисципліна | Місце |
| ----------- | ---------- | ----- |
| Афіни 2004  | дует       | 11    |
| Пекін 2008  | дует       | 8     |
| Лондон 2012 | дует       | 6     |
| Ріо 2016    | групи      | 4     |